# Elsehoved
Elsehoved är en udde i Danmark.   Den ligger i Svendborgs kommun i Region Syddanmark, i den södra delen av landet, 130 km sydväst om Köpenhamn. På udden finns Elsehoveds fyr. Närmaste större samhälle är Svendborg, 12 km väster om Elsehoved. 